# 1962 dans la police
Cet article présente les faits marquants de l'année 1962 dans la police.

## Évènements
- 8 février : Répression policière violente ayant entrainé 250 blessés et la mort de 9 personnes, au niveau de la station de métro Charonne à Paris.